# Nataraja

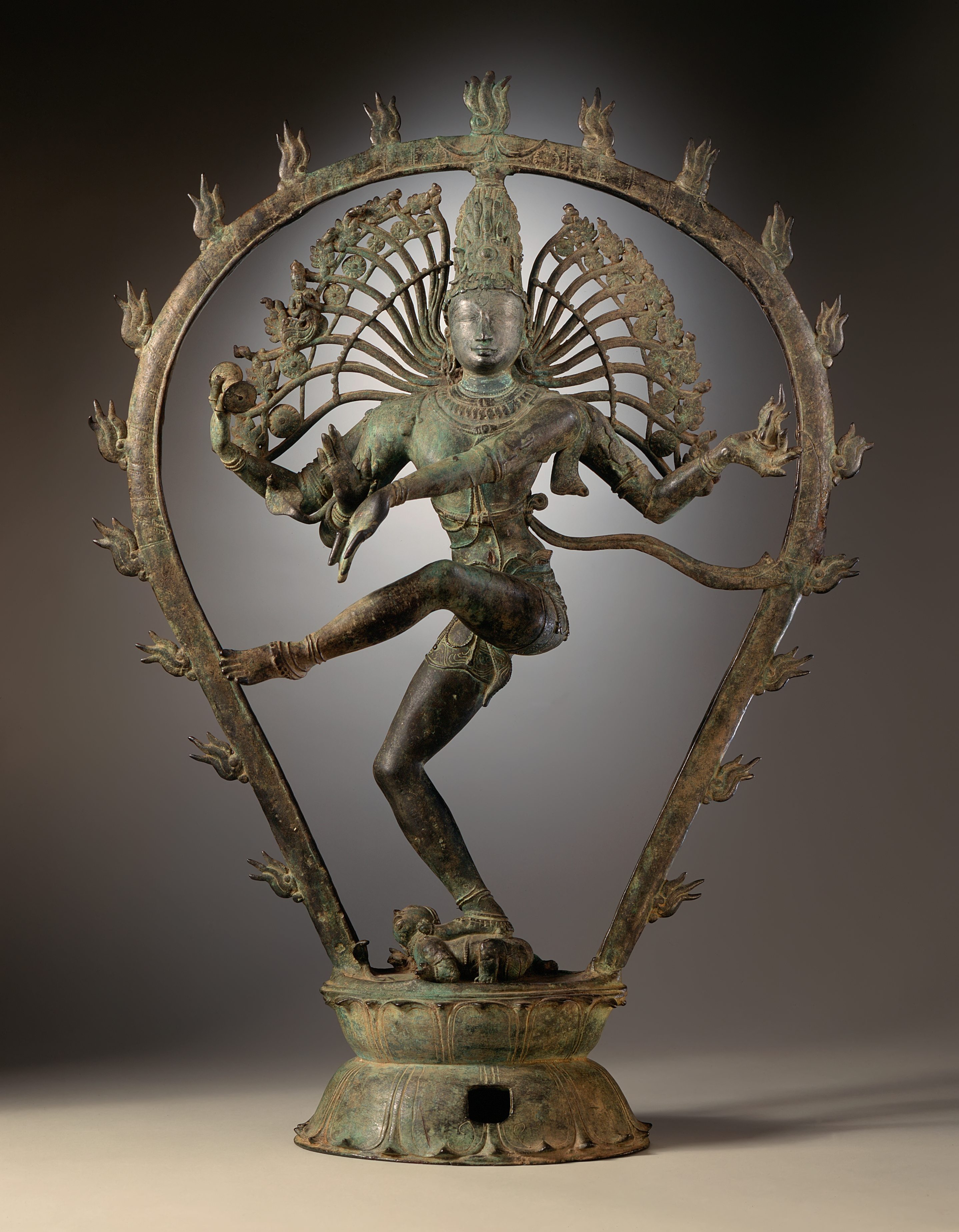
Escultura de bronze do Império Chola no século X representando Xiva enquanto "Senhor da Dança".

Nataraja (Tâmil:"நடராசர்" ou Kooththan"கூத்தன்:), (AFI: [nət̪əˈraːdʒə], O Senhor da Dança), é uma representação do deus hindu Xiva como o dançarino cósmico que realiza sua performance divina para destruir um universo fatigado e realizar os preparativos para o início do processo da Criação por parte do deus Brama.

## Representação
A dança de Xiva em Tillai, o tradicional nome para Chidambaram, constitui o tema para todas as representações de Xiva como Nataraja, forma representativa também conhecida como Sabesan, que deriva de Sabayil aadum eesan em Tâmil, significando "O Senhor que dança no palanque". Tal forma está presente na maioria dos templos de Xiva no sul da Índia e é a principal representação da divindade no Templo Thillai Nataraja, em Chidambaram.
A escultura é normalmente feita em bronze, com Xiva em posição de dança, levantando a perna esquerda (ou, em casos raros, a perna direita), envolta em auréola de chamas e equilibrando-se sobre um demônio ou anão (Apasmara) que simboliza a ignorância. É um importante e famoso símbolo escultural e cultural da Índia.
As duas formas mais comuns de dança de Xiva são o Lasya (a forma suave de dança), associada à criação do mundo, e o Tandava (a dança violenta e perigosa), associada à visão de destruição de uma cosmovisão fatigada de perspectivas e estilos de vida. Em essência, o Lasya e o Tandava são dois dos aspectos da natureza de Xiva: destruir a fim de criar e derrubar a fim de construir novamente.

## Etimologia
Naṭarāja, em Sânscrito e Hindi (नटराज), significa "Senhor da Dança".
Koothan é derivado do termo tâmil Koothu, que significa "dança" ou "performance". Um dançarino é descrito como Koothan, e também conhecido como Natairajan em tâmil sanscritizado a partir de Nathiyathin (da dança) Raajan (rei). Naathiyam é outro termo que significa "dança".

## Características

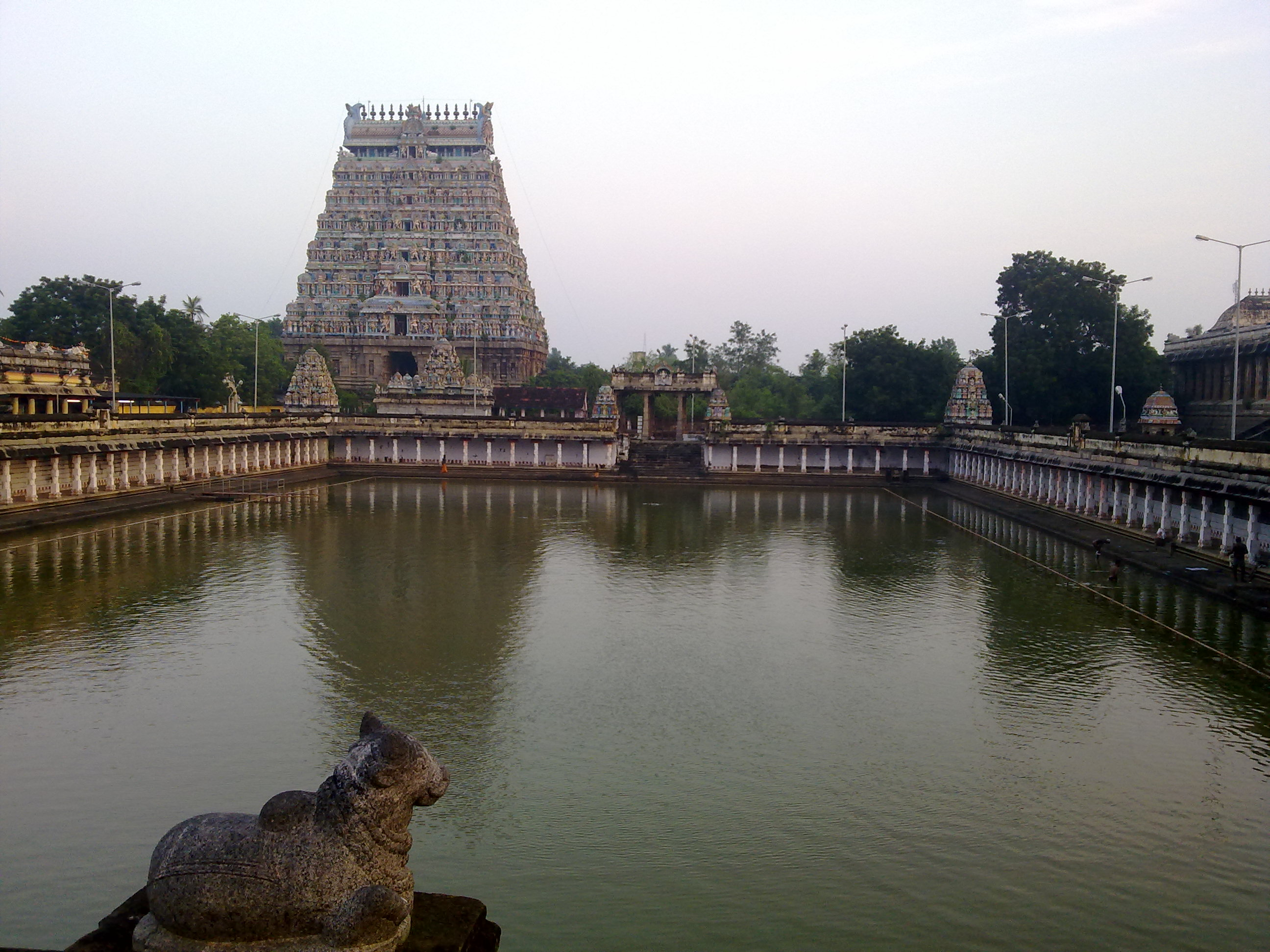
Templo Thillai Nataraja, em Tamil Nadu, onde tal representação de Xiva é bastante comum

- Uma cobra se desenrola a partir do antebraço direito de Xiva, e uma lua crescente e um crânio figuram em seu peito. O deus dança dentro de um arco de chamas. Essa dança é chamada de Dança de Felicidade (Tâmil: ஆனந்த தாண்டவம்) aananda taandavam.
- O lado superior direito possui um pequeno tambor em forma de ampulheta chamado Damaru. Um gesto de mão específico (mudra) de nome ḍamaru-hasta (termo em sânscrito para "mão ḍamaru") é usado para segurar o tambor. Ele simboliza a criação originária do som ou a batida do tambor enquanto passagem do tempo.
- A mão esquerda superior contém Agni, que representa a destruição. As disposições opostas nas mãos superiores mostram o contrapeso de criação e destruição ou o "fogo da vida".
- A segunda mão direita mostra o Abhaya mudra (que significa "destemor" em sânscrito), conferindo proteção contra o mal e contra a ignorância para aqueles que seguem a justiça de dharma.
- A segunda mão esquerda aponta para o pé levantado, que significa elevação e libertação. Ela também aponta para o pé esquerdo com o sinal do elefante que lidera o caminho através da selva da ignorância.
- O anão sobre o qual Nataraja dança é o demônio Apasmara (Muyalaka, como é conhecido na língua Tâmil), e tal composição simboliza a vitória de Xiva sobre a ignorância. Ele também representa a passagem do espírito do divino para o material.
- Como o senhor da dança, ou Nataraja, Xiva executa a Tandava, a dança a partir da qual o universo é criado, mantido e dissolvido. O longo e emaranhado cabelo de Xiva, geralmente amontoado em um nó, afrouxa-se durante a dança e colide com os corpos celestes, afastando-se do curso ou destruindo-se totalmente.
- As chamas circundantes representam o universo manifestado.
- A roda de cobra em torno de sua cintura é Kundalini, a Shakti ou força divina concebida para residir dentro de tudo, que se assemelha aos cordões de vida usados pelos brâmanes para representar o segundo renascimento.
- O rosto estoico de Shiva representa a sua neutralidade e, portanto, o equilíbrio.

## Galeria

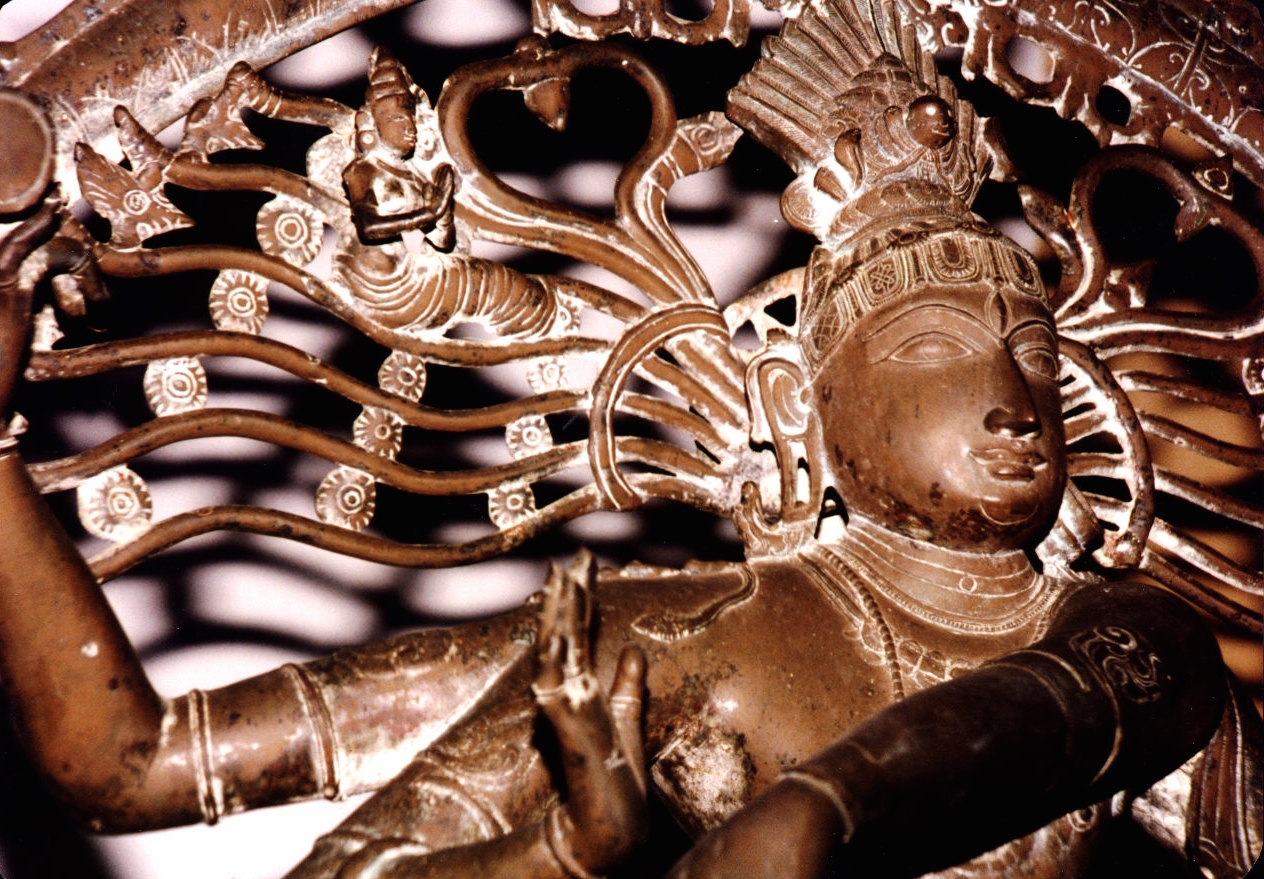
Nataraja, em bronze, no Museu Madras, em Chennai, Índia.
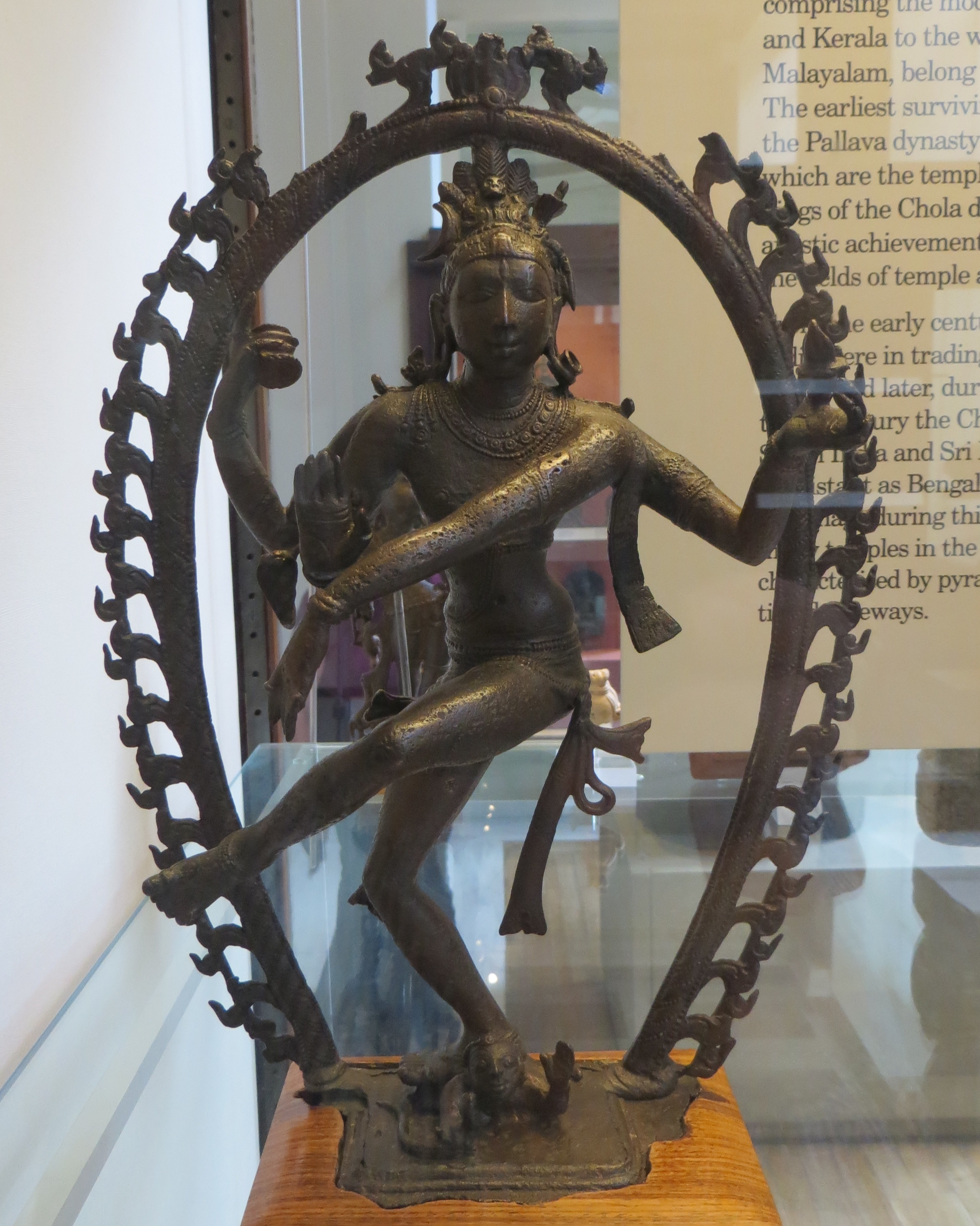
Uma das primeiras esculturas de Shiva Nataraja, da metade do século X, no Museu Britânico.
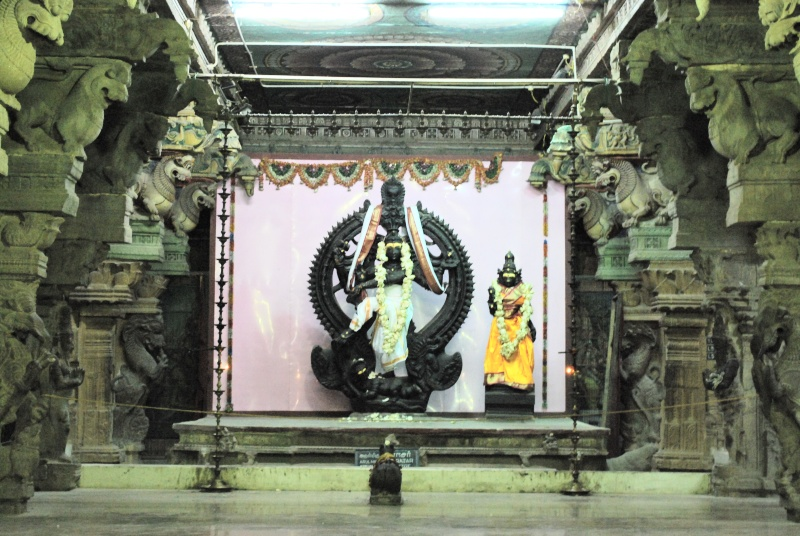
Shiva Nataraja no Templo Meenakshi Amman, em Madurai, Tamil Nadu, Índia.
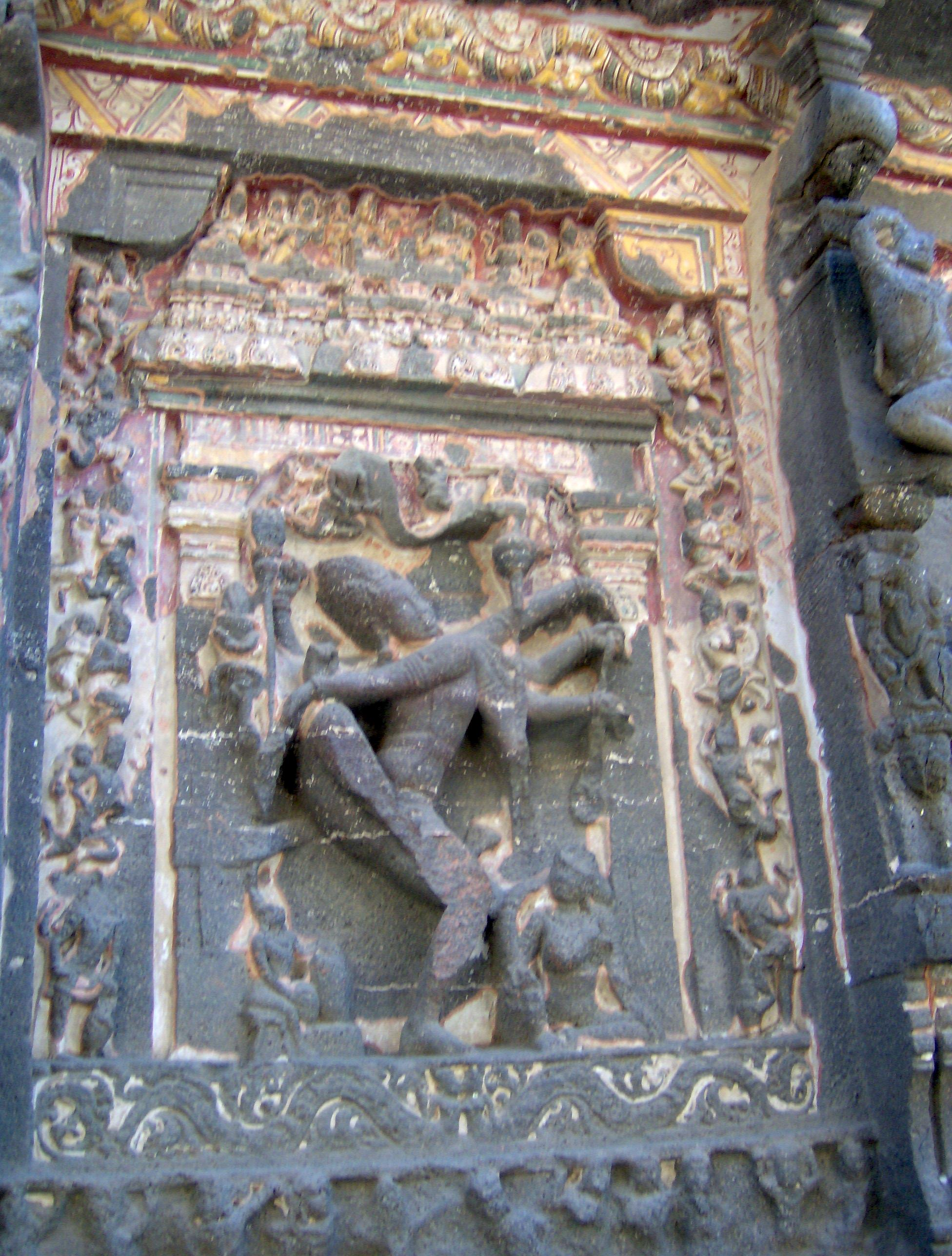
Relevo de Shiva Nataraja no Templo Kailasa, em Ellora, Índia.
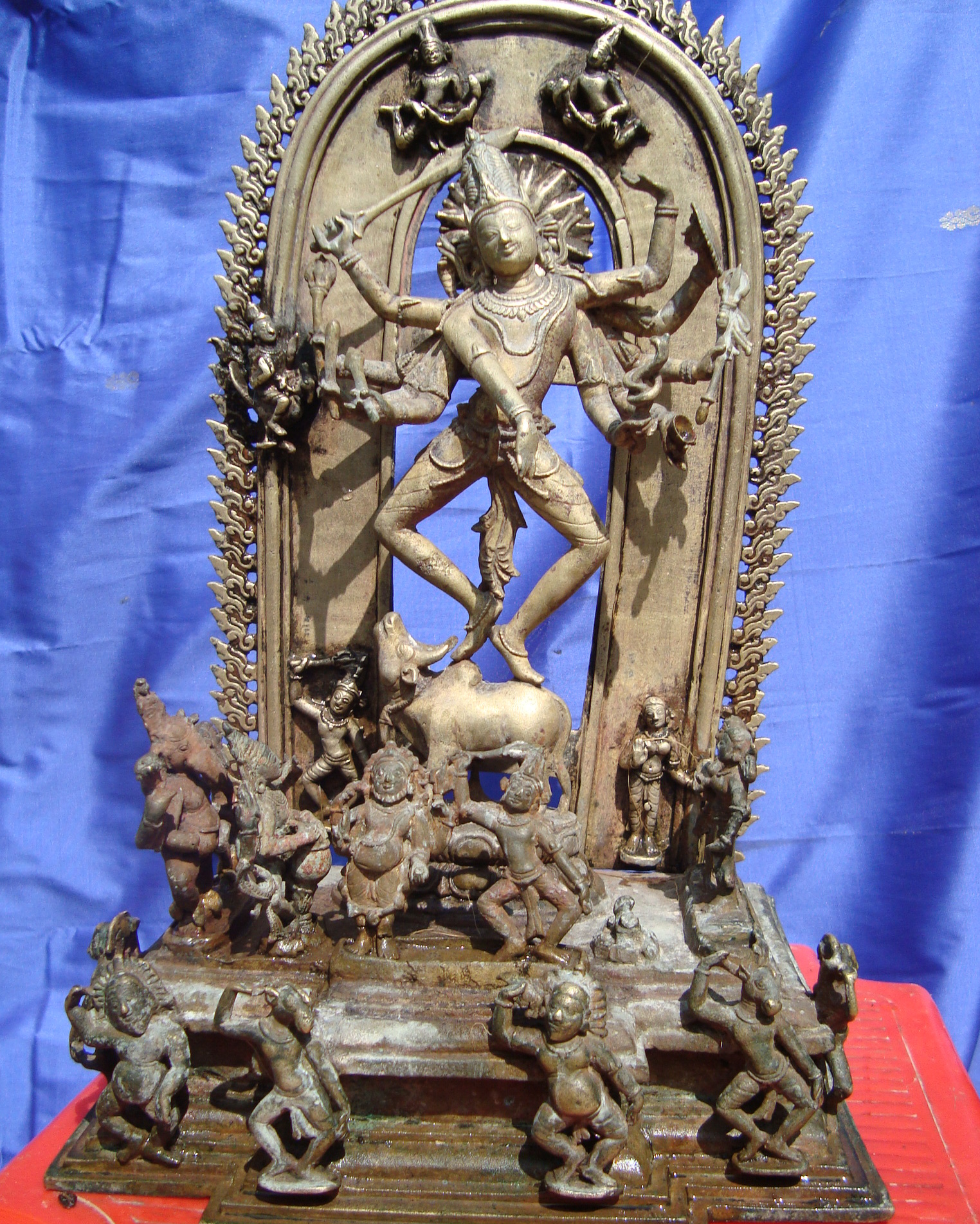
No templo de Melakadambur, na Índia, está uma rara imagem de dez braços de Nataraja dançando sobre seu touro.
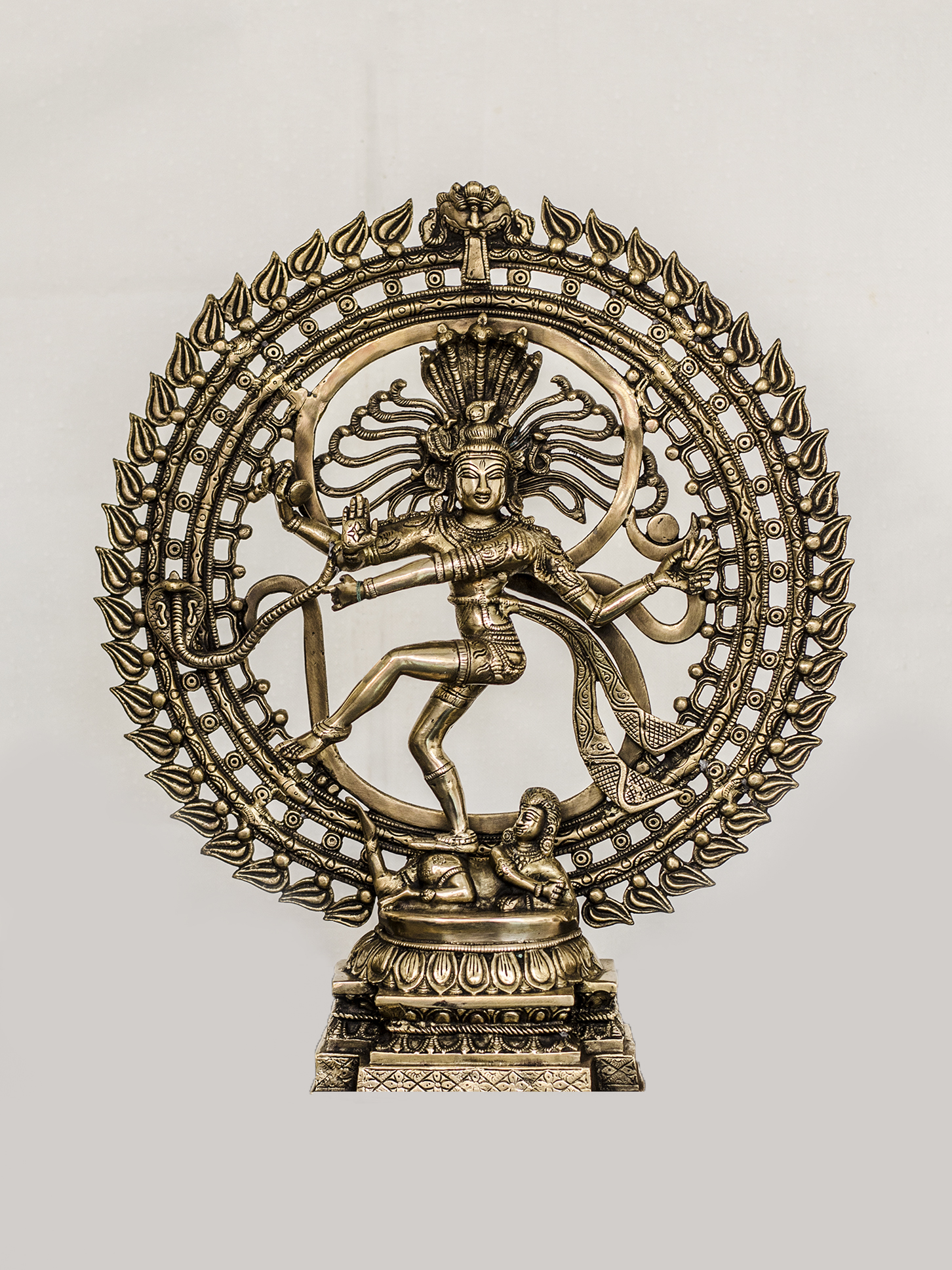
Nataraja, O Senhor da Dança.